# 田代絵里
田代 絵里（たしろ えり）は1989年（昭和64年/平成元年）のミス・ユニバース日本代表である。

## 来歴・人物
北海道札幌市出身。医学研究者であった父の仕事の関係で、5歳まで米国で育った。地元の藤女子大学文学部3年生で21歳のとき「自分の世界を広めたい」という動機でミス・ユニバースに応募し、北海道地区代表となった。1988年（昭和63年）10月13日、大阪市のザ・シンフォニーホールで開催された日本大会で代表に選出された。趣味はピアノ。将来は英語力を生かし、通訳として国際舞台で活躍したいと語った。田代の身長177センチメートルは、それまでの歴代日本代表で最も高かった。前年の坂口美津穂に続いて入賞が期待されたが、翌年5月にメキシコのカンクンで開催された世界大会で入賞を果たすことは出来なかった。